# Incubi & deliri
Incubi & deliri (Nightmares & Dreamscapes) è la quinta antologia di racconti di Stephen King, pubblicata nel 1993. Completa una trilogia formata con A volte ritornano (1978) e Scheletri (1985) che raccoglie tutta la migliore produzione breve della prima parte della carriera dello scrittore.
Contiene ventiquattro opere (fra cui quattro inedite): ventuno racconti, un saggio di carattere sportivo (A testa bassa), un breve componimento poetico (Agosto a Brooklyn) e l'adattamento di una parabola indù (Il mendicante e il diamante). L'opera più vecchia è Ti prende a poco a poco, pubblicata per la prima volta su una rivista letteraria dell'università del Maine, Marshroots, e qui ampiamente rivista, la più recente La gente delle dieci, scritta nell'estate 1992, la preferita dell'autore L'ultimo caso di Umney.
Sono precedute da un'introduzione, intitolata Mito, credenza, fede e l'«Incredibile ma vero di Ripley», e seguite da una sezione finale, intitolata Note, nella quale l'autore racconta l'origine di alcuni dei racconti.
La raccolta è dedicata alla memoria dello scrittore statunitense Thomas Williams.

## Introduzione dell'autore
Stephen King racconta di come fosse un bambino pieno di fantasia e immaginazione, dotato di una «profonda e incondizionata credulità», alimentata dalla serie di tascabili Ripley's Believe It or Not!, la sua fonte principale di fatti sorprendenti.
Ogni racconto della raccolta nasce da un momento di credenza e, anche se l'"atto di fede" necessario per tradurre un'idea in realtà diventa di anno in anno un po' più difficile, lo scrittore ha scoperto con piacere di essere ancora in grado di farlo, soprattutto perché considera «i racconti opere importanti, qualcosa in grado non solo di arricchire la vita, ma addirittura di salvarla. E non dico metaforicamente. La buona scrittura, le storie valide, sono il percussore della fantasia e lo scopo della fantasia, secondo me, è offrirci consolazione e riparo da situazioni e momenti della vita che altrimenti sarebbero insopportabili».

## Elenco racconti e precedenti pubblicazioni
I 24 racconti che costituiscono la raccolta sono in parte inediti e in parte già pubblicati su diverse riviste e in varie edizioni e formati, in un arco di tempo dal 1971 al 1992.
| nº | Titolo italiano                   | Titolo originale                   | Pubblicazione originale                          | Data della pubblicazione originale |
| -- | --------------------------------- | ---------------------------------- | ------------------------------------------------ | ---------------------------------- |
| 1  | La Cadillac di Dolan              | Dolan's Cadillac                   | Castle Rock                                      | febbraio 1985                      |
| 2  | La fine del gran casino           | The End of the Whole Mess          | Omni                                             | ottobre 1986                       |
| 3  | Bambinate                         | Suffer the Little Children         | Cavalier                                         | febbraio 1972                      |
| 4  | Il volatore notturno              | The Night Flier                    | Prime Evil                                       | 1988                               |
| 5  | Popsy                             | Popsy                              | Masques II                                       | 1987                               |
| 6  | Ti prende a poco a poco           | It Grows on You                    | Marshroots                                       | autunno 1973                       |
| 7  | Denti Chiacchierini               | Chattery Teeth                     | Cemetery Dance                                   | autunno 1992                       |
| 8  | Dedica                            | Dedication                         | Night Visions 5                                  | 1988                               |
| 9  | Il dito                           | The Moving Finger                  | The Magazine of Fantasy & Science Fiction        | dicembre 1990                      |
| 10 | Scarpe da tennis                  | Sneakers                           | Night Visions 5                                  | 1988                               |
| 11 | E hanno una band dell'altro mondo | You Know They Got a Hell of a Band | Shock Rock                                       | 1992                               |
| 12 | Parto in casa                     | Home Delivery                      | Il libro dei morti viventi                       | 1989                               |
| 13 | La stagione delle piogge          | Rainy Season                       | Midnight Graffiti                                | primavera 1989                     |
| 14 | Il mio bel cavallino              | My Pretty Pony                     | My Pretty Pony limited edition coffee table book | 1989                               |
| 15 | Spiacente, è il numero giusto     | Sorry, Right Number                | inedito                                          | inedito                            |
| 16 | La gente delle dieci              | The Ten O'Clock People             | inedito                                          | inedito                            |
| 17 | Crouch End                        | Crouch End                         | New Tales of the Cthulhu Mythos                  | 1980                               |
| 18 | La casa di Maple Street           | The House on Maple Street          | inedito                                          | inedito                            |
| 19 | Il quinto quarto                  | The Fifth Quarter                  | Cavalier                                         | aprile 1972                        |
| 20 | Il caso del dottore               | The Doctor's Case                  | The New Adventures of Sherlock Holmes            | 1987                               |
| 21 | L'ultimo caso di Umney            | Umney's Last Case                  | inedito                                          | inedito                            |
| 22 | A testa bassa                     | Head Down                          | The New Yorker                                   | 16 aprile 1990                     |
| 23 | Agosto a Brooklyn                 | Brooklyn August                    | Io #10                                           | 1971                               |
| 24 | Il mendicante e il diamante       | The Beggar and the Diamond         | inedito                                          | inedito                            |

## Opere contenute

### La Cadillac di Dolan (Dolan's Cadillac)
Pubblicato in precedenza sulla Castle Rock Newsletter del febbraio-giugno 1985. È stato pubblicato in edizione limitata di cinquecento copie della Lord John Press.
La storia è una versione moderna del racconto Il barile di Amontillado scritto da Edgar Allan Poe.
L'idea per questa «sorta di archetipo del racconto dell'orrore, con il suo narratore folle e il suo resoconto di una tumulazione prematura nel deserto» venne all'autore, già interamente sviluppata, mentre guidava in coda, dietro a una grande Cadillac Sedan de Ville verde, lungo un cantiere stradale con un grande scavo.
Nelle note King ammette di non essere portato per il lavoro di ricerca, ma in questo caso è stato costretto a curare in modo particolare i dettagli tecnici, per questo si è rivolto al fratello maggiore Dave, dalla cultura enciclopedica, che gli ha fornito informazioni fin troppo precise.
Quando ha finito di scriverlo, l'ha odiato e messo da parte, senza pubblicarlo su rivista.

#### Trama
Un professore si ritrova in un tragico insieme di circostanze quando Dolan, un ricchissimo boss del crimine, uccide sua moglie per impedirle di testimoniare contro di lui. Dopo sette anni, ossessionato dalla voce della moglie, l'insegnante escogita un metodo per vendicarsi. Scoprendo che Dolan, regolarmente, utilizza la stessa strada sperduta per muoversi nella sua Cadillac argento, prepara una trappola nel deserto del Nevada: scava una buca delle dimensioni esatte per contenere l'auto, ma non troppo larga da permettere di aprire le portiere. Occupa le vacanze estive lavorando in un gruppo di pavimentazione stradale, in modo da imparare il duro lavoro che gli serve per attuare il piano. Alla fine il piano ha successo, e Dolan viene sotterrato vivo nella sua Cadillac. Il professore paga un prezzo relativamente piccolo (stress fisico e mentale) ma è finalmente soddisfatto per aver reso un servizio alla memoria della ex moglie, la cui voce finalmente si placa.

### La fine del gran casino (The End of the Whole Mess)
Pubblicato in precedenza sulla rivista Omni dell'ottobre 1986.
Nella figura del geniale Robert Fornoy ci sono riflessi del fratello di Stephen King, Dave, dal QI superiore ai 150 punti.

#### Trama
La storia, scritta da Howard Fornoy, racconta della geniale scoperta fatta dal fratello, Robert Fornoy, di un composto chimico che riduce l'aggressività nell'organismo. Robert fece questa scoperta lavorando su studi di genetica. Creando una sorta di mappa topografica che mostra i livelli del crimine in Texas, scoprì che la città di La Plata aveva sempre avuto un moderato livello di criminalità. Nelle profondità della città, Robert scopre le cause nella riserva idrica. (Questo fenomeno viene menzionato in un precedente romanzo di King, IT).
In un periodo di caos internazionale con il rischio di una guerra nucleare, Robert e Howard sparsero grandi quantità di questa sostanza sul mondo, nella speranza di prevenire una catastrofe. Infatti, gli effetti furono veloci e prevedibili: un massiccio calo di violenza nel globo.
Per l'orrore dei fratelli Fornoy, esisteva un'altra costante che distingueva La Plata dal resto del pianeta, particolare non studiato prima della loro azione: una tendenza superiore alla media a sviluppare Alzheimer, ritardi mentali e senilità prematura.
Verso la fine della storia, Le parole e lo stile di scrittura diventano difficoltosi. Solo ora il lettore capisce i suggerimenti dati prima: i fratelli, tormentati dal rimorso di aver condannato il mondo a un'esistenza senile (e probabilmente all'estinzione) hanno deciso di stipulare un patto suicida iniettandosi una dose del miracolo chimico. Robert morì per primo, e Howard ebbe il compito di scrivere una nota per spiegare l'accaduto.
Alla fine, Howard non capisce più quello che ha scritto, o addirittura se siano sue parole. Le ultime righe ci dicono che sta per mettere il manoscritto in una scatola per almeno un milione di anni e che, nonostante l'accaduto, l'amore per il fratello non è diminuito.

### Bambinate (Sufferthe Little Children)
Pubblicato in precedenza sulla rivista Cavalier del febbraio 1972.
Appartenente allo stesso periodo della maggior parte dei racconti contenuti nella prima antologia di King, A volte ritornano, ne rimase escluso solo per motivi di spazio.
Nelle note, l'autore afferma di apprezzarlo molto, perché si tratta di «uno scherzo macabro e sadico senza alcuna traccia di valore sociale che ne riscatti la filosofia», con un'atmosfera del Ray Bradbury «nero» di fine anni quaranta inizio cinquanta.

#### Trama
La protagonista è una donna di mezza età, un'insegnante di nome Miss Sidley che lavora in una scuola elementare, che vede che i suoi alunni non sono umani. Questo la rende pazza e omicida.
Il primo indizio che non tutto è normale si ha quando a uno studente, Robert, viene chiesto di usare la parola "domani" e lui crea la frase "Domani succederà una cosa brutta". Miss Sidley vede qualcosa nel riflesso dei suoi occhiali, Robert si trasforma in qualcosa di diverso. Più tardi, mentre la classe si svuota, Robert lancia a Miss Sidley un'occhiata strana, come a farle capire che condividono un segreto. Quella notte, mentre va a letto, rivede la faccia di Robert che cambia, ma prima di scoprire in cosa si addormenta.
Il giorno dopo, Miss Sidley è al limite, pensando a quello che ha visto, ma riuscendo a pensare solo a "qualcosa di bitorzoluto. Qualcosa che brilla. Qualcosa che mi fissava, sì, mi fissava e sorrideva e non era un bambino. Era un vecchio demonio e...". A questo punto, un'altra professoressa le chiede di controllare le salviette nel bagno delle ragazze. Mentre lo fa, pensa che i bambini hanno "un tipo di ipocrisia" e "un disprezzo sconvolgente". Sente due ragazze che ridono tra loro e sembra che parlino di lei ("Lo sa, ma...", "Miss Sidley è...") e che sappiano che lei è lì. Immagina di affrontarle, e che le ombre cambino, diventando più lunghe e muovendosi come cera. Anche le loro voci cambiano, diventando "senz'anima e quasi demoniache". Sviene.
Quando si riprende, le due ragazze sono ancora lì, abbastanza umane, e le danno la strana occhiata che anche Robert le diede. Si accorge anche di essersi ferita la schiena nella caduta.
Alla prossima opportunità, prende da parte Robert per tentare di scoprire cos'è. È ovvio che Robert sa che la schiena le duole. Robert sottolinea che ci sono "11 di noi in questa scuola" e si offre di mostrare a Miss Sidley la sua trasformazione, e che quel che resta del vero Robert è ancora nella sua testa. Detto questo si trasforma.
"La sua faccia di colpo si impasta come cera, gli occhi si appiattiscono e si distendono come lame di coltello, il naso si allarga e si spalanca, la bocca scompare. La testa si allunga, e i capelli crescono velocemente. Robert inizia a ridere. Il lento, cavernoso suono esce da quello che era il suo naso, ma il naso è stato mangiato dalla metà inferiore della sua faccia, le narici si sono unite e fuse in un buco centrale simile a un'immensa bocca".
Robert si alza, e Miss Sidley vede ancora quello che resta del Robert originale che tenta di uscire e grida di terrore. Fugge, e corre urlando per i corridoi solo per raggiungere la strada e rischiare di essere investita da un autobus. Porge le sue scuse e se ne va per un mese. Quando torna, si comporta come se tutto fosse normale. A un certo punto Robert le dice che "ci sono così tanti di noi che non puoi crederlo". Il giorno seguente, porta la pistola del fratello a scuola, e con la pretesa di fare un test personale agli studenti, li porta uno per uno in una sala-teatro abbandonata, Robert per primo. Gli mostra la pistola, e dice che nessuno può sentirli. Lui dice che "ci sono molti di noi, comunque. Molti più di qui", e inizia la metamorfosi. Lei gli spara, e dopo una breve battaglia interiore inizia il suo compito uccidendo 12 alunni prima di essere scoperta da un altro insegnante.
Viene spedita in un ospedale psichiatrico di nome Juniper Hill (citato anche in IT), e unita a un programma sperimentale dove viene fatta regredire fino all'infanzia. Dopo un po', chiede di essere portata via, e gli occhi dei bambini vengono descritti come "grandi e vuoti, ma in qualche modo profondi". Quella notte si suicida con un frammento di vetro, e la storia si conclude descrivendo come lo psichiatra che l'aveva in cura "inizi a vedere i bambini sempre più spesso. Alla fine non riesce più a distogliere lo sguardo da loro".

### Il volatore notturno (The Night Flier)
Pubblicato in precedenza nell'antologia Prime Evil: New Stories by the Masters of Modern Horror (1988), a cura di Douglas E. Winter (New American Library).
Protagonista del racconto è il personaggio di Richard Dees, già apparso nel romanzo La zona morta in un ruolo secondario.

#### Trama
La storia tratta di un reporter e fotografo cinico e stanco di nome Richard Dees, impiegato presso un tabloid chiamato The Inside View. Il personaggio su cui sta indagando al momento è il Volatore Notturno, uno che viaggia tra piccoli aeroporti su un Cessna, uccidendo le persone in un modo che farebbe pensare a un vampiro. Dopo pochi giorni passati a intervistare testimoni e a seguire le tracce del killer su un piccolo aereo, Dees si scontra con il Volatore durante una violenta tempesta. Impara subito che si è sbagliato completamente circa la natura della sua preda e capisce che è un vampiro.

### Popsy
Pubblicato in precedenza nell'antologia Masques II: All-New Stories of Horror and the Supernatural (1987), a cura di J. N. Williamson (Maclay Associates), tradotta nel 1988 nella collana Horror Story - I classici del brivido di Garden Editoriale; il racconto Popsy è tradotto da Alda Carrer.
King ammette nelle note che il vampiro di questo racconto e il "Volatore Notturno" del precedente sono la stessa creatura.

#### Trama
In questa storia, Sheridan, un giocatore d'azzardo con pesanti debiti, accetta di rapire bambini per un uomo conosciuto come Mr. Wizard per poterlo ripagare di una recente sconfitta. Mentre è in agguato nel parcheggio di un centro commerciale all'interno del suo furgone, vede un bambino in piedi vicino all'entrata, lontano dai genitori. Sheridan lo avvicina, lo convince di aver visto il suo Popsy (come il bimbo lo chiama).
Dopo averlo attirato sul furgone, lo ammanetta e parte per consegnarlo a Mr. Wizard. Durante il viaggio, il ragazzo mostra una forza imprevedibile, mordendo il guidatore abbastanza forte da lasciargli due segni profondi sulle mani, e riuscendo quasi a rompere la maniglia cui è ammanettato. Oltre a queste manifestazioni di forza, il ragazzo fa commenti circa Popsy, tipo la sua abilità nel trovare le persone e nel volare. Prima di raggiungere la destinazione cala la notte, e Sheridan vede una strana forma scendere in picchiata. Il ragazzo lo riconosce subito come Popsy e, nonostante Sheridan sia scettico, si innervosisce. Pochi attimi dopo, un'ala simile a quella di un pipistrello copre il parabrezza e la porta viene strappata, mostrando un essere simile a Dracula. Apre la gola di Sheridan e gli rivela di essere il nonno del ragazzo che ora sta bevendo il suo sangue, dimostrando che entrambi sono vampiri.

### Ti prende a poco a poco (It Growson You)
Pubblicato in precedenza sulla rivista universitaria Marshroots dell'autunno 1973, il racconto è qui presentato in una versione completamente diversa da quella originale.
Si tratta di un ultimo sguardo alla cittadina immaginaria di Castle Rock, teatro di molte delle storie di King, e mette in scena i superstiti degli eventi raccontati nel romanzo Cose preziose, di cui costituisce una sorta di epilogo.

#### Trama
La storia narra di bizzarri e inspiegabili eventi che accadono in una famosa cittadina del Maine. Gli incidenti coincidono con l'aggiunta di nuove ali a una casa del posto, che sembra crescere di sua spontanea volontà. Ci sono molte similitudini con la casa Marsten descritta in Le notti di Salem e la Casa del Buio dell'omonimo romanzo.

### Denti Chiacchierini (Chattery Teeth)
Pubblicato in precedenza sulla rivista Cemetery Dance Magazine dell'autunno 1992.

#### Trama
Nella storia, un uomo decide di acquistare uno strano esemplare di denti chiacchierini ("strano" è dovuto alle dimensioni e al fatto che sono fatti di metallo). Dopo aver concluso l'acquisto, l'uomo dà un passaggio a un autostoppista che lo minaccia e ferisce durante il viaggio con un coltello. Lottano, e il furgone dell'uomo esce di strada e si capovolge in una tempesta di sabbia nel deserto. I denti prendono vita, uccidono il criminale e salvano il guidatore.

### Dedica (Dedication)
Pubblicato in precedenza nell'antologia Night Visions V (1988) (Dark Harvest). Nelle note King scrive però che è stato originariamente pubblicato nel 1985.
Il racconto nasce come un tentativo dell'autore di rispondere a una domanda che l'ha messo a disagio per anni, perché molti artisti di indiscutibile talento si rivelino, di persona, delle enormi delusioni, per carattere e comportamento.
Si tratta anche di un primo abbozzo del romanzo Dolores Claiborne.

#### Trama
La storia di una domestica di colore in un hotel, e di un eccentrico scrittore alcolizzato ospite frequente del posto. La domestica ingerisce lo sperma che lo scrittore lascia sulle lenzuola nel tentativo di mettere in opera una magia nera, nella speranza di passare un po' del suo talento al figlio. La storia viene raccontata, in parte, al passato. Il racconto inizia con il narratore che informa il lettore circa la recente vendita del primo libro del figlio.

### Il dito (The Moving Finger)
Pubblicato in precedenza sulla rivista The Magazine of Fantasy & Science Fiction del dicembre 1990.
Il dito è uno di quei racconti, preferiti dall'autore, «in cui le cose avvengono perché avvengono e basta» e non è necessario dare spiegazioni del perché. King lo definisce una valida metafora su come si debbano affrontare le brutte sorprese della vita quotidiana.

#### Trama
Un uomo normalissimo di nome Howard Mitla deve confrontarsi con la strana vista di un dito umano che esce dal lavandino del proprio bagno. Tenta di negare l'evidenza di quello che sta succedendo, ma il dito solitario si dimostra ben presto molto lungo e con molte articolazioni, capace di attaccarlo. Mitla lo brucia con una bottiglia di detergente per i sanitari, quindi lo taglia con un paio di cesoie. Troppo tardi scopre che ogni mano ha più di un dito.

### Scarpe da tennis (Sneakers)
Pubblicato in precedenza nell'antologia Night Visions V (1988) (Dark Harvest).

#### Trama
John Tell, tecnico musicale presso i Tabori Studios, nota un paio di scarpe da tennis in un bagno vicino al suo.
Affermare che le scarpe sono sporche è un eufemismo. Sono usate, sporche e malridotte. Alla fine Tell scopre che quelle scarpe erano il segno distintivo di un venditore che riforniva i talenti musicali di cocaina. Il venditore fu ucciso, ma il suo fantasma sembra continuare ad apparire nel bagno dello studio.

### E hanno una band dell'altro mondo (You Know They GotaHellofaBand)
Pubblicato in precedenza nell'antologia Shock Rock (1992), a cura di Jeff Gelb e Claire Zion (Pocket Books).
Nelle note l'autore ammette le analogie fra questi racconto e La stagione delle piogge, oltre al precedente I figli del grano ma spiega, attraverso una similitudine musicale, che non si tratta di imitare se stessi, quanto di affrontare in modo diverso gli archetipi dei racconti dell'orrore.
Il motore del racconto è la sensazione di profondo turbamento nel considerare quanti artisti rock siano morti giovani o in circostanze tragiche.

#### Trama
Una coppia, Clark e Mary, sono in vacanza e viaggiano in auto per recarsi alle Toketee Falls in Oregon. Distratto dalla ricerca di un cd durante la guida Clark evita per un pelo un incidente frontale con un camion, il viaggio prosegue e la coppia dopo un po' si rende conto che si sono persi ma Clark, nonostante il parere contrario di Mary, decide di continuare a percorrere la strada verso sud sperando di tornare sulla Provinciale, dopo aver percorso miglia attraversando un bosco si ritrovano in un paese con l'improbabile nome di "Rock and Roll Heaven" (Paradiso del Rock N' Roll). Le persone che vedono in giro sembrano in qualche modo familiari. Si fermano in un ristorante per pranzare, e la moglie finalmente riconosce i cittadini per quello che sono: la cameriera è Janis Joplin e il cuoco Ricky Nelson. I due fuggono dal ristorante e vedono gli altri rocker morti inclusi Buddy Holly, Roy Orbison e Jim Morrison. Quando tentano di lasciare la città, vengono fermati da un blocco stradale e incontrano il sindaco Elvis Presley, il quale li informa che gli è vietato andarsene: non sono le sole persone 'normali' in città e, da ora in avanti, si uniranno al pubblico che ogni notte è obbligato ad assistere ai loro concerti. Viene quindi da pensare che Clark e Mary in realtà abbiano perso la vita nell'incidente con il camion e le loro anime giunte in quel luogo siano destinate a rimanere nel paesino di "Rock and Roll Heaven" per sempre.

### Parto in casa (Home Delivery)
Pubblicato in precedenza nell'antologia Book of the Dead (1989), a cura di John Skipp e Craig Spector, costruita sull'idea di raccontare vari aspetti di un mondo in mano agli zombi della serie cinematografica di George Romero, per la quale è stato commissionato all'autore. Si tratta quindi di un racconto scritto su ordinazione.

#### Trama
La protagonista della storia è Maddie Pace, una ragazza giovane e indecisa che vive su una piccola isola di nome Jeeny, al largo delle coste del Maine. Maddie è una vedova in attesa di un figlio, ha perso il marito in un recente incidente di pesca.
Dopo la diffusione di un'epidemia, i morti di tutto il mondo iniziano a rianimarsi e ad attaccare i vivi. La sorgente del fenomeno è uno strano oggetto, probabilmente alieno, in orbita sopra il Polo sud. Uno Space Shuttle, sotto il controllo cinese e americano, visita il luogo e scopre il disastro. Un solo membro della ciurma sopravvive abbastanza a lungo per raccontare l'oggetto alieno che sembra essere una palla gigante di vermi rabbiosi che attaccano e aprono lo shuttle. Tutti i tentativi di distruggere la palla falliscono, la piaga degli zombi si allarga e la civiltà collassa.
Tutto questo è testimoniato da Maddie e dagli altri abitanti di Jenny. Essi decidono di prepararsi al loro attacco, che ben presto sorgerà dal cimitero dell'isola. In una terrificante scena di sangue, gli uomini dell'isola sono obbligati a distruggere gli zombi dei loro cari man mano che escono dalle tombe. La persona che aveva organizzato la difesa muore d'attacco cardiaco, ma riesce a farsi sparare per evitare di tornare in vita.
Maddie è solo un'osservatrice di tutto questo, lo vede in TV e ascolta la battaglia al cimitero raccontata da uno degli uomini che la stanno combattendo. Questo cambia alla fine della storia, quando si deve confrontare con il corpo del marito morto, tornato dal profondo del mare. Riesce a eliminarlo e infine guarda al grigio futuro, con una rinnovata speranza.

### La stagione delle piogge (Rainy Season)
Pubblicato in precedenza su Midnight Graffiti della primavera 1989, a cura di Jessica Horsting e James Van Hise (Warner Books).

#### Trama
Appartiene al sottogenere di storie che trattano di visitatori che inciampano in una piccola cittadina e nei suoi strani abitanti. I protagonisti, marito e moglie, arrivano in macchina durante le vacanze, solo per sentirsi chiedere ripetutamente di andarsene e di tornare il giorno successivo, perché questa notte, come ogni 17 giugno di ogni sette anni, cade la stagione delle piogge. E non si tratta di una pioggia comune, ma di rospi che «vengono giù a rovesci». I due non credono a questa bizzarria e scelgono di pernottare comunque nella casa che hanno affittato. La sera la pioggia di rospi avviene davvero, mostri neri e dorati con occhi sporgenti entrano in casa sfondando le finestre e uccidono i due coniugi rifugiatisi in cantina. Alla fine del racconto si scopre che a ogni stagione delle piogge una coppia di turisti muore per non aver creduto agli avvertimenti, e che nonostante questo addolori gli abitanti del paese, è un rito necessario affinché la pioggia di rospi avvenga di rado e non lasci traccia di sé il giorno successivo.

### Il mio bel cavallino (My Pretty Pony)
È stato pubblicato per la prima volta in un'edizione limitata curata dal Whitney Museum, con illustrazioni di Barbara Kruger.
Il racconto, «migliore di alcuni, ma non tanto buono quanto altri», nasce come breve flashback all'interno di un romanzo nero, intitolato Il mio bel cavallino, a cui King lavorò nei primi anni ottanta, nella veste di Richard Bachman, per poi abbandonarlo dopo pochi capitoli, poiché si trattava di un lavoro scadente. Il frammento recuperato da quell'opera incompiuta è come una rosa colta in mezzo ai rottami.

#### Trama
La storia gira attorno a una strana relazione tra fratello e sorella, con il nonno che spiega loro quanto prezioso sia il tempo, e quanto velocemente fugga se non si sta attenti. In particolare questo racconto parla di come cambia la nostra percezione dello scorrere del tempo con l'età: per esempio da bambini l'estate è qualcosa di lunghissimo, mentre più si cresce più il tempo sembra passare velocemente. Il "bel cavallino" è il tempo che va alla velocità ottimale quando si è dei giovani adulti, mentre da vecchi sfugge di mano.

### Spiacente, è il numero giusto (Sorry, Right Number)
Si tratta della prima versione di una sceneggiatura televisiva, più lunga e articolata della versione finale. Fu proposta a Steven Spielberg per la nuova serie Ai confini della realtà in corso di produzione, ma rifiutata perché considerata troppo pessimistica. Divenne invece un episodio della serie Tales from the Darkside.

#### Trama
La trama segue Katie Weiderman, moglie di uno scrittore horror. C'è anche una sottostoria circa il figlio che avrà un significato nel seguito della storia. Una notte, mentre i figli discutono se guardare o no alla TV il film tratto dal libro del padre Ghost Kiss, Katie riceve una strana telefonata da una persona che piangendo le dice "È terribile, straziante" prima che la linea cada. All'inizio pensa alla figlia Polly, al college, quindi alla sorella Dawn, ma nessuna di loro ha fatto quella chiamata. L'incidente viene dimenticato in fretta quando trova il marito riverso sulla scrivania, morto d'attacco cardiaco.
La storia fa un salto avanti nel tempo: Katie si è risposata e anche Polly ha trovato marito. Sono passati cinque anni dalla morte di Bill, Katie è nel suo vecchio studio mentre Ghost Kiss viene trasmesso in televisione. Questo le dà un'idea, prende il telefono e fa il suo vecchio numero di casa. È stupita di sentirlo suonare e di sentire lei stessa rispondere cinque anni prima. Tenta di avvertirla della terribile tragedia che le sta accadendo ma è troppo tardi. Solo ora capisce quello che è successo quella notte. La storia termina con Katie che piange sull'occasione perduta di salvare il marito.

### La gente delle dieci (The Ten O'Clock People)
Scritto in tre giorni durante l'estate 1992, è un divertissement nato dall'osservazione casuale, una mattina in giro per il centro di Boston, dei gruppetti di persone in pausa sigaretta al di fuori degli edifici in cui era ormai vietato fumare.

#### Trama
Il protagonista, fumatore che sta tentando di smettere per problemi di salute, scopre un terribile aspetto della realtà che solo chi smette di fumare può vedere - molte delle persone che vivono tra noi e che hanno posizioni di potere, inclusi poliziotti e politici oltre al Vice Presidente, sono mostri inumani scambiati per persone. Un particolare bilanciamento chimico, causato dal fumare solo durante la pausa mattutina (questo è il motivo del titolo) lo rende capace di vedere la vera natura di queste persone invece della loro maschera. Negli altri libri di King, Cuori in Atlantide e la serie La torre nera, creature simili vengono chiamate can-toi o uomini bassi in soprabito giallo e sono servi del Re Rosso. Non è chiaro se le creature siano le stesse. Nelle note conclusive del libro, King ammette che questa storia è una di quelle che hanno richiesto meno gestazione, scritta in tre giorni. La storia somiglia molto alla trama di un film di John Carpenter, Essi vivono.

### Crouch End
Pubblicato in precedenza nell'antologia New Tales of the Cthulhu Mythos (1980) (Arkham House).
È ambientato nel quartiere periferico di Londra dove viveva lo scrittore Peter Straub quando King lo conobbe.

#### Trama
I protagonisti, una giovane coppia di marito e moglie, viaggiano a Londra nelle vicinanze di Crouch End per visitare degli amici. Non sanno (a differenza di polizia e cittadini) che strane sparizioni accadono spesso in quelle vicinanze. Arrivati in taxi, si perdono nel mezzo della notte e rimangono intrappolati in una sorta di orrenda dimensione lovecraftiana.

### La casa di Maple Street (The Houseon Maple Street)
Il racconto, inedito, è ispirato a un'immagine del libro I misteri di Harris Burdick di Chris Van Allsburg. Fu un'idea della moglie Tabitha che ogni membro della famiglia scrivesse un breve racconto basandosi su una delle immagini del libro.

#### Trama
Quattro figli Bradbury stanno per spiegare gli strani misteri della loro casa, e nel farlo, si sbarazzano di un patrigno crudele e problematico, ma qualcosa sta cambiando e crescendo in casa loro. È sull'orlo di qualcosa di cataclismico e i figli vogliono che il padre ci finisca dentro quando succederà.

### Il quinto quarto (The Fifth Quarter)
Pubblicato originariamente sulla rivista Cavalier dell'aprile 1972.
Nelle note, l'autore lo attribuisce a Richard Bachman, o forse addirittura all'alter ego di Bachman, George Stark.

#### Trama
Alcuni uomini, tempo fa, seppellirono molte monete rubate su di un'isola, e divisero la mappa in quattro quarti. Il protagonista, Jerry Tarkanian, lo ha scoperto, probabilmente dopo l'uccisione dell'amico. La storia si incentra sulle ricerche da parte di Jerry del resto della mappa, mentre i proprietari degli altri "quarti" gli danno la caccia.

### Il caso del dottore (The Doctor's Case)
Pubblicato in precedenza nell'antologia New Adventures of Sherlock Holmes (1987), a cura di Martin Greenberg e Carol-Lynn Rossell Waugh (Carroll & Graf).
Questa storia usa personaggi e ambientazione di Sherlock Holmes. Come un'altra storia di King, Crouch End (scritta basandosi sul ciclo di Cthulhu di Howard Phillips Lovecraft), è un esempio della capacità dell'autore di scrivere nel genere di un altro scrittore.

#### Trama
King narra dell'unica indagine in cui il dottor Watson riesce a risolvere un caso di omicidio prima di Holmes. Un lord odiato da tutta la propria famiglia viene ucciso da una coltellata alla schiena mentre si trovava apparentemente da solo chiuso nel proprio studio. Sembra che tutti i membri della famiglia abbiano un alibi.

### L'ultimo caso di Umney (Umney's Last Case)
Il racconto, inedito, è un pastiche letterario, più ambizioso dello sherlockiano Il caso del dottore, un omaggio ai romanzi hard boiled di Raymond Chandler e Ross Macdonald, il cui linguaggio infiammò la sua fantasia quand'era ragazzo.
Fra i racconti contenuti in questa antologia, è quello preferito dall'autore.

#### Trama
La storia segue un investigatore privato di nome Umney mentre inizia quello che lui crede essere un normale mattino nella Los Angeles degli anni trenta. Scopre presto che la sua vita sta peggiorando, e sta rimuginando da solo in ufficio quando riceve l'ultimo cliente: lo scrittore di polizieschi che lo ha creato. In qualche strano modo, Umney viene costretto a scambiare il proprio posto con lo scrittore e si ritrova nel 1994, dove assume la sua nuova identità con l'obiettivo di tornare nel proprio universo.

### A testa bassa (Head Down)
Pubblicato in precedenza sulla rivista The New Yorker del 16 aprile 1990.
Nell'introduzione l'autore spiega che è l'opera che gli è costata più fatica negli ultimi quindici anni, ma che gli ha dato enorme soddisfazione e per questo l'ha inclusa nell'opera, pur esulando dai tema del suspense e del soprannaturale dei racconti.
Nelle note, la definisce il suo miglior scritto al di fuori della produzione di narrativa.

#### Trama
Stephen King nell'estate del 1989 segue il torneo della Little League del Terzo Distretto del Maine, perché nella squadra All-Star del Bangor West Side è stato selezionato il suo figlio più giovane, Owen, e si ritrova a essere testimone di un inaspettato percorso vittorioso.
Dopo aver vinto il torneo fra le squadre della contea di Penobscot, battendo Millinocket, Brewer e Hampden, Bangor affronta vittoriosamente Machias, vincitore del torneo delle contee di Aroostook e Washington, conquista il titolo del Terzo Distretto, cosa che non accadeva da diciotto anni, e può proseguire il suo cammino fino al torneo statale.
Il campionato di stato del Maine si svolge a Old Town. Tra le squadre che rappresentano i cinque distretti, Bangor West sembra essere la più debole, ma ha il vantaggio di passare direttamente al secondo turno, perché appartiene al distretto che ospita il torneo. Al primo turno, Lewiston batte Belfast (9-1) e York sconfigge Yarmouth (9-8). Di nuovo in campo, Bangor batte a sorpresa Lewiston (9-4) e si ritrova a poter giocare il 5 agosto la finale con York, la squadra favorita del torneo.
Nella partita decisiva, il miglior lanciatore di York, Phil Tarbox, ha una prestazione sfortunata dal monte di lancio, colpisce involontariamente per ben tre volte i battitori avversari, attirandosi l'ostilità del pubblico, ma è proprio lui all'ultimo inning, quando Bangor conduce 7-3, a riscattarsi battendo un fuoricampo che riporta la situazione in parità ed è di nuovo lui al secondo inning supplementare a segnare il punto della possibile vittoria. Ma nel proprio turno di battuta, a un out dalla sconfitta, Bangor può schierare il proprio battitore migliore, Ryan Iarrobino, che realizza un fuoricampo a basi piene che vale il punteggio finale di 11-8. Bangor West è campione della Little League del Maine.
Al campionato regionale orientale, a Bristol, nel Connecticut, quel magico cammino trionfale si conclude il 15 agosto al secondo turno, con una tiratissima partita con Westfield, Massachusetts (1-2). Il campionato regionale orientale viene vinto da Trumbull, Connecticut, che poi vince anche le World Series, a Williamsport, Pennsylvania.

### Agosto a Brooklyn (Brooklyn August)
Pubblicato in precedenza in Io n. 10 del 1971.

#### Trama
Probabilmente il miglior poema di King. Sembra scritto attraverso gli occhi di un adolescente, uno che ama il gioco (il baseball) e ne vuole ricordare ogni cosa. Dolce, a volte triste, un modo melanconico per concludere la raccolta.

### Il mendicante e il diamante (The Beggar and the Diamond)
L'ultimo racconto del libro, che King ha tratto dalla letteratura indiana, il quale si distacca completamente dall'ottica di quelli precedenti. 

#### Trama
Questa storia tratta infatti di un vecchio con problemi alla schiena e alle gambe; Dio decide così di inviare, proprio sul suo cammino, un gigantesco diamante, che avrebbe potuto sfamare le sue prossime generazioni.
il mendicante si era però auto-inflitto la punizione di chiudere gli occhi e restare così per il resto della giornata, poiché poco prima aveva invocato Dio accusandolo di avergli dato una vita pessima, ricredendosi poi e dicendosi di apprezzare il fatto che almeno non fosse cieco. Questo ci riporta al tratto di strada con il diamante, che il mendicante supera senza vedere. Pur non avendo trovato la pietra, visse però felice fino alla fine dei suoi giorni, grato appunto di avere comunque la vista.

## Adattamenti

### Cinema
- Dal racconto Il Volatore Notturno è stato tratto il film The Night Flier (1997), diretto da Mark Pavia.
- Dal racconto La Cadillac di Dolan è stato tratto il film Dolan's Cadillac (2009), diretto da Jeff Beesley.

### Televisione
- Spiacente, è il numero giusto è la sceneggiatura del nono episodio della quarta stagione della serie Tales from the Darkside (1984-1988).
- Il dito è il soggetto del ventiquattresimo episodio della terza stagione della serie Monsters (1988-1991).
- Denti Chiacchierini è alla base di uno dei due episodi del film televisivo Quicksilver Highway (1997), diretto da Mick Garris.
- Nel 2006 il canale televisivo via cavo americano TNT ha prodotto e trasmesso una miniserie tratta da racconti di Stephen King intitolata Incubi e deliri (Nightmares and Dreamscapes: From the Stories of Stephen King). Cinque degli otto episodi sono tratti da racconti contenuti nella raccolta omonima (L'ultimo caso di Umney, E hanno una band dell'altro mondo, La fine del gran casino, Il quinto quarto e Crouch End), uno da un racconto contenuto in A volte ritornano (Campo di battaglia) e due da racconti contenuti in Tutto è fatidico (Autopsia 4 e Il Virus della Strada va a nord).

## Numeri ISBN
- ISBN 0-606-06623-3 (prebound, 1993)
- ISBN 0-670-85108-6 (cloth text, 1993)
- ISBN 0-453-00844-5 (audio cassette con hardcover, 1993)
- ISBN 0-451-18302-9 (paperback, 1994)
- ISBN 0-451-18023-2 (mass market paperback, 1994, ristampa)
- ISBN 0-8161-5882-7 (paperback, 1994)
- ISBN 0-8161-5881-9 (library binding, 1994)
- ISBN 0-453-00873-9 (audio cassette con paperback, 1994)

## Edizioni
- Stephen King, Incubi & Deliri prima edizione Sperling&Kupfer Settembre 1994
- Stephen King, Incubi & deliri, traduzione di Tullio Dobner, collana Super bestseller, Sperling Paperback, 1999,  p. 854, ISBN 88-7824-945-9.